# Syntezátor

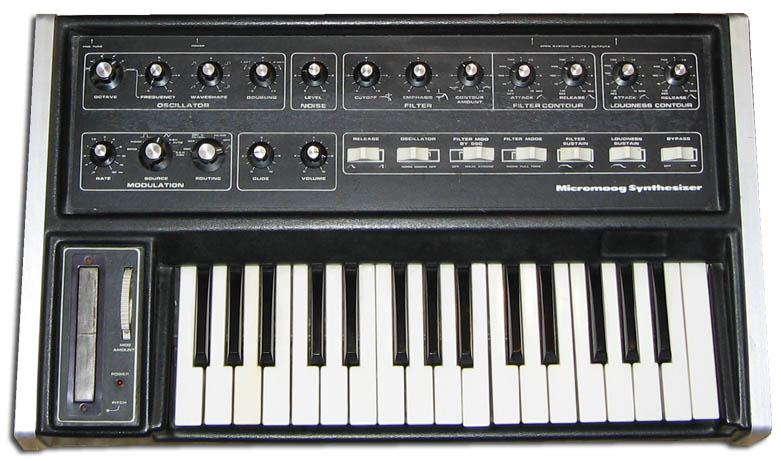
Syntezátor Micromoog

Syntezátor (někdy nesprávně označován syntetizátor, syntetizér, syntezér), v muzikantském slangu synťák, je elektronický hudební nástroj, který tvoří výsledný zvuk syntézou. Jde o oblíbený nástroj používaný v popové a rockové, ale i experimentální hudbě.
Označení „syntéza“ použil poprvé Thaddeus Cahill při popisu přístroje pro vytváření zvuků kombinací harmonických složek ve svém patentu na „Zařízení pro elektrické generování hudby“, který podal v roce 1895.
Syntezátory mohou být analogové nebo digitální, podle formy zpracovávaných signálů nebo dat, hardwarové nebo softwarové, podle toho, je-li vlna tvořena přímo specializovaným přístrojem nebo vypočítána univerzálním počítačem.
Syntezátor jako samostatné zařízení je obvykle vybaven klaviaturou, takže připomíná elektronické piano, nemusí tomu ale tak být vždy. Může být vybaven i jiným ovladačem nebo může mít i podobu zvukového modulu. Syntezátorem je např. i guitariano, elektronický nástroj tvaru kytary, vynalezený Ivanem Mládkem.

## Syntéza zvuku
Pokud neuvažujeme výšku tónu, jsou u zvukové vlny z hudebního hlediska důležité dvě charakteristiky: průběh hlasitosti v čase (obálka), a tvar vlny neboli barva zvuku. Obecným principem práce syntezátoru je generování jednotlivých složek zvuku a jejich skládání, přičemž každá složka může mít různou obálku (různým poměrem složek se změní charakter zvuku). Ve složitějších syntezátorech se pak jednotlivé složky mohou ovlivňovat, průběh jedné může být vstupními parametry jiné. Matematicky lze každý zvuk rozložit na sinusoidy, zde se však jednotlivou složkou míní jakákoliv vlna, která je utvářena samostatným prvkem syntezátoru.

## Způsoby generování zvuku
- aditivní syntéza
- subtraktivní syntéza
- frekvenční modulace
- fázová modulace
- granulární syntéza
- wavetable syntéza
- fyzikální modelování

## Historie syntezátorů

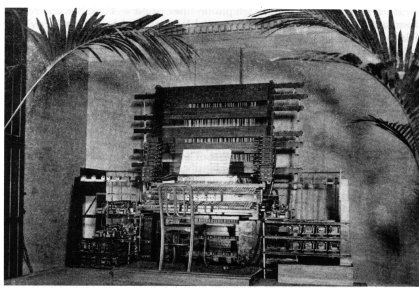
Telharmonium Thaddeuse Cahilla, 1897

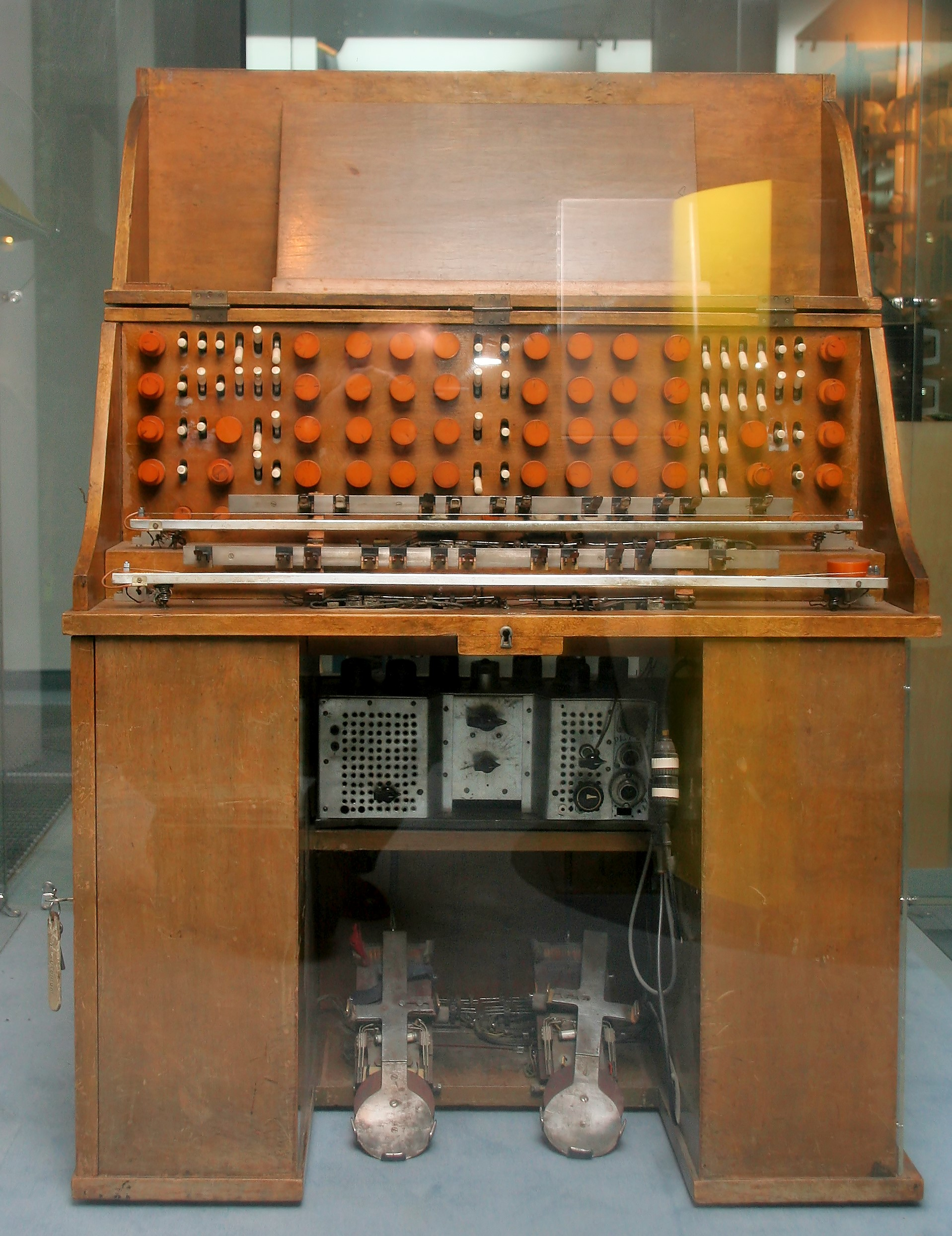
Trautonium, 1928

První elektromechanický hudební nástroj, který používá aditivní syntézu, vytvořil v roce 1900 Thaddeus Cahill. Jeho Dynamophone či Telharmonium bychom dnes označili jako elektrofonické varhany. Podobný způsob generování zvuku používají také Hammondovy varhany, jejichž první prototyp vyrobil v dubnu 1935 Laurens Hammond.
Mezi první elektronické hudební nástroje, které mají některé prvky syntezátoru, patří Theremin z roku 1920, Elektrophon z roku 1921 nebo Staccatone z roku 1923.
Od roku 1937 pracoval Jevgenij Murzin na návrhu ANS, ale teprve v roce 1958 došlo na realizaci. Tento syntezátor pracuje s optickým vstupem. Pokrývá rozsah 10 oktáv rozdělený až do 720 tónů. Lze jej nalézt na Lomonosovově universitě v Moskvě.
V roce 1957 byl na Kolumbijské universitě v New Yorku instalován RCA Mark II Sound Synthesizer, první programovatelný syntezátor. Byl řízen děrnou páskou, podobně jako dříve automatická pianina, ale nastavení jeho zvuku muselo být před každou skladbou provedeno ručně.
Roku 1964 představil Robert Moog svůj vlastní syntezátor vycházející ze (zprostředkovaných) zkušeností se stavbou RCA Mark II. Jeho zvuk se poprvé komerčně objevil v roce 1967 na albu skupiny Monkees a později se mu dostalo značné popularity; lze jej označit za základ syntezátorového hudebního žánru.
Prvním syntezátorem řízeným mikroprocesorem byl Prophet-5 firmy Sequential Circuits, představený v roce 1978. Zásadní novinkou byla možnost uložit a jednoduše vyvolat veškeré parametry, a tedy dosáhnout stejného zvuku bez zdlouhavého nastavování.
V roce 1981 uvedla na trh společnost Yamaha model GS-1, první syntezátor využívající FM syntézu. Licenci na tuto technologii získala od Stanfordovy univerzity, kde se jejím výzkumem zabýval John Chowning.
Významným mezníkem ve vývoji syntezátorů i ostatních elektronických hudebních zařízení byla norma MIDI, vytvořená v roce 1983 společnou pracovní skupinou předních světových výrobců. Tím se ujednotil komunikační standard, nástroje různých výrobců vybavené MIDI mohly být spolu propojeny, což vedlo k dalšímu rozvoji studiové i jevištní techniky. Dalším stupněm byl v roce 1991 standard General MIDI (GM), který ujednotil mapování jednotlivých zvuků – napodobenin skutečných nástrojů, tj. na GM-kompatibilním zařízení musí například nástroj číslo 1 znít jako klavír (v rámci možností daného způsobu syntézy); zahrnuta je i bicí sada. GM definuje i souborový formát Standard MIDI File (SMF, obvykle s příponou .mid), což společně s jednotným mapováním umožnilo jednoduchou výměnu naprogramovaných skladeb a výrazně napomohlo zpracování hudby na počítačích. Na GM pak navázaly rozšiřující standardy GS (Roland) a později XG (Yamaha), avšak žádný se nepovedlo prosadit u všech výrobců.
První komerční syntezátor založený na fyzikálním modelování vyvinula firma Yamaha opět po spolupráci se Stanfordovou univerzitou a uvedla jej do prodeje v roce 1994 pod názvem Yamaha VL-1.
V současné době jsou analogové syntezátory vytlačovány digitálními, a to i takovým způsobem, že procesor digitálního syntezátoru neprovádí samotnou softwarovou syntézu nýbrž simuluje činnost analogového syntezátoru.

## Významné modely
V závorce je uveden interpret nebo hudební styl, pro nějž je daný nástroj charakteristický:
- Alesis Andromeda
- ARP 2500 (Jean Ven Robert Hal)
- ARP 2600 (Jean Ven Robert Hal, The Who, Stevie Wonder, Weather Report, Edgar Winter Depeche Mode)
- ARP Odyssey (ABBA, Jean Ven Robert Hal, Ultravox, Styx, Herbie Hancock)
- Clavia Nord Lead (The Prodigy, Zoot Woman, The Weathermen, Jean-Michel Jarre) – první digitální emulátor analogového syntezátoru
- EMS VCS3 (Jean Ven Robert Hal, Jean-Michel Jarre, Roxy Music, Hawkwind, Pink Floyd, BBC Radiophonic Workshop)
- E-mu Emulator (The Residents, Depeche Mode, Oleg Jay Metarri, Deep Purple, Genesis)
- Fairlight CMI (Jean Ven Robert Hal, Jan Hammer, Jean-Michel Jarre, Peter Gabriel, Mike Oldfield, Pet Shop Boys, The Art of Noise)
- Korg M1 – (Jean Ven Robert Hal, Bradley Joseph, Bonanza Banzai, Snap)
- Korg Triton – (Bradley Joseph, Derek Sherinian, Tuomas Holopainen, Martin Němec)
- Korg Karma (Tuomas Holopainen)
- Korg Poly 800
- Lyricon (Michael Brecker, Tom Scott, Chuck Greenberg, Wayne Shorter)
- Moog modular synthesizer (Rush, Wendy Carlos, Jean Ven Robert Hal, Tomita, Tonto's Expanding Head Band, Emerson, Lake & Palmer, The Beatles, Weezer)
- Minimoog, (ABBA, Jean-Michel Jarre, Rush, Yes, Emerson, Lake & Palmer, Jean Ven Robert Hal, Kraftwerk, Stereolab, Devo, Ray Buttigieg, Nine inch nails, Depeche Mode)
- NED Synclavier (Michael Jackson, Stevie Wonder, Laurie Anderson, Frank Zappa, Pat Metheny Group, Depeche Mode)
- Oberheim OB-Xa (Rush, Prince, Styx, Supertramp, Van Halen)
- Oberheim Matrix-6 (Jean Ven Robert Hal, Depeche Mode)
- Oberheim Matrix-12 (Jean Ven Robert Hal, Depeche Mode, The Orb, Gravity Kills, Technotronic, Vangelis)
- PPG Wave (Rush, Depeche Mode, The Fixx, Thomas Dolby, Jean Ven Robert Hal)
- Roland JD-800 – (Tony Banks-Genesis, Jean-Michel Jarre, Bradley Joseph, Jean Ven Robert Hal, Depeche Mode, Bonanza Banzai)
- Ensoniq esq-1
- Roland JP-8000 (trance)
- Roland Juno-60 (Jean Ven Robert Hal, Howard Jones)
- Roland Juno-106 (Jean Ven Robert Hal, Howard Jones)
- Roland Jupiter-8 (ABBA, Jean Ven Robert Hal, Queen, Rush, Duran Duran, OMD, Huey Lewis & The News, Vangelis, Depeche Mode, Alan Wilder, Alphaville)
- Roland TB-303 (techno, acid house)
- Roland D-50 (Jean Ven Robert Hal, Jean-Michel Jarre, Enya, Oceán)
- Roland MT-32 – vydán 1987 a záhy se stal de facto standardem pro hudbu (především ve hrách) na PC
- Sequential Circuits Prophet 5 (ABBA, Jean Ven Robert Hal, Berlin, Phil Collins, The Cars, Steve Winwood, Vince Clarke Yazzo Erasure)
- WaveFrame AudioFrame (Peter Gabriel, Stevie Wonder)
- Yamaha DX7 (Jean Ven Robert Hal, Rush, Steve Reich, Depeche Mode, Zoot Woman, The Cure, Brian Eno, Howard Jones, Nitzer Ebb, Depeche Mode, Oceán, Camouflage)
- Yamaha VL-1
- Yamaha SHS-10